# Roony Bardghji
Roony Bardghji (født 15. november 2005) er en svensk fodboldspiller, der spiller for den spanske klub FC Barcelona.
Inden skiftet til FC Barcelona spillede Roony Bardghji i den danske superligaklub F.C. København. Mens Bardghji var på kontrakt i FCK's ungdomsafdeling, spillede han for førsteholdet, hvor han den 21. november 2021 debuterede i startopstillingen i en alder af 16 år og seks dage som den yngste FCK-spiller nogensinde. I den næste kamp ugen efter scorede han og blev derved den yngste målscorer i Superligaen nogensinde. I sommerpausen 2022 blev han officielt en del af førsteholdstruppen.
Roony Bardghji har tillige spillet en række kampe på det svenske U/17- og U/21-ungdomslandshold.
Roony Bardghji har Syriske forældre og er født i Kuwait.

## Klubkarriere

### Ungdom
Roony Bardghji begyndte sin karriere som ungdomsspiller i klubberne Kallinge SK, Rödeby AIF og Malmö FF.

### F.C. København
I 2020 skiftede han fra Malmö FF til F.C. København.. Den 21. november 2021 fik han seniordebut for FCK mod AGF i en kamp, hvor han startede inde.. Ugen efter fik han sin anden kamp, hvor han scorede til 2-1 i en 3-1 sejr over AaB, hvorved han i en alder af 16 år og 13 dage blev yngste målscorer i Superligaen.
Den 8. november 2023 scorede han 4-3 sejrsmålet over Manchester United i Champions League.
I maj 2024 blev Roony Bardghji ramt af en alvorlig knæskade, der holdt ham ude i resten af 2024 og det meste af forårssæsonen 2025. I sommeren med et halvt år tilbage af kontrakten skiftede han til FC Barcelona. 

## Landsholdskarriere
Bardghji har spillet for det svenske U-17 landshold, hvor han debuterede den 7. august 2021 i en kamp mod Danmark U/17. Tre dage seneste scorede han sit første mål på U/17 landsholdet, da han i returkampen mod Danmark scorede i 2-4 nederlaget.
Han blev i marts 2022 udtaget til det svenske U/21-landshold til en kamp mod Irland, men kom ikke på banen. Han fik debut for U/21-holdet i en alder af 16 år og 199 dage, da han blev skiftet ind 18 minutter før tid i en sejr mod Luxembourg, hvilket gjorde ham til den yngste spiller for det svenske U/21-hold nogensinde.